# Natxo Etxebarrieta
Natxo Etxebarrieta (Vitòria, 1964 - 5 de gener de 1996) va ser un músic i cantant basc, líder i vocalista del grup de punk Cicatriz. Després d'haver entrat al centre de desintoxicació de Las Nieves de Vitòria a causa de problemes amb la droga, va decidir crear un grup anomenat inicialment Cicatriz en la matriz, juntament amb la seva xicota, Poti, i els seus col·legues del centre. Al costat d'altres grups coetanis, va formar part del denominat rock radical basc.

## Biografia
El seu pare era el cosí de Txabi Etxebarrieta, qui va matar José Antonio Pardines i qui fou el primer militant d'ETA assassinat per la policia, així com de l'advocat José Antonio Etxebarrieta.
En sortir Natxo del centre, Poti va deixar el grup, i just llavors, Natxo va recaure en la droga. Anys després, venint d'Holanda per assistir al funeral del seu germà, el Polvorilla, el van retenir a l'aeroport de Barajas i li van trobar speed. A causa d'això, va ser condemnat a una pena de 4 anys, 2 mesos i 1 dia de presó. Després de gairebé 3 mesos empresonat, va sortir sota fiança. Aquest període serviria com a inspiració per al tema La 204, basat en la seva estada a la presó.
Aquell mateix any, a l'agost de 1988, va tenir un accident de moto, anant ell de paquet. En un primer moment, va ser traslladat a Sant Sebastià, d'on va ser derivat a la Clínica Universitària de Navarra per a una intervenció de columna. Aquest centre es va negar a acceptar-ho, al·legant problemes burocràtics, però la família assegura que va ser perquè Natxo havia dit que havia patit hepatitis. Finalment, va ser portat a un hospital a València, on ja era massa tard per realitzar la intervenció de forma completament satisfactòria, per la qual cosa Natxo va perdre part de la seva mobilitat. Des de llavors, va haver de portar una crossa, és per això que en molts enregistraments dels seus concerts se'l veu portant-la, i aquestes crosses que portava es van convertir alhora en símbol de Cicatriz. És per això que el seu logo es compon d'una calavera i dues crosses creuades, una espècie de còpia del símbol que portaven els pirates en les banderes dels mastelers de les seves flotes.
El 5 de gener de 1996 va morir a causa de la sida.

## Discografia
Vegeu article Cicatriz.
- Maketa.
- Disc compartit amb Kortatu, Kontuz Hi! i Jotakie.
- Inadaptados.
- 4 años, 2 meses y 1 día.
- Colgado por ti.
- En Directo.